# Granada (Colorado)
Pour les articles homonymes, voir Granada.
Granada est une ville américaine située dans le comté de Prowers dans le Colorado.
Selon le recensement de 2010, Granada compte 517 habitants. La municipalité s'étend sur 0,75 milles carrés (1,94 km2).
Le nom de la ville provient probablement du ruisseau Granada Creek.

## Démographie
| 1880 | 1890 | 1900 | 1910 | 1920 | 1930 |
| ---- | ---- | ---- | ---- | ---- | ---- |
| 121  | 163  | 204  | 359  | 308  | 352  |

| 1940 | 1950 | 1960 | 1970 | 1980 | 1990 |
| ---- | ---- | ---- | ---- | ---- | ---- |
| 342  | 551  | 593  | 551  | 557  | 513  |

| 2000 | 2010 | - | - | - | - |
| ---- | ---- | - | - | - | - |
| 640  | 517  | - | - | - | - |